# Кетозы
Кетозы — моносахариды, содержащие кетогруппу в открытой форме. В циклической форме кето-группа может находиться в замаскированном виде (кеталя).
Могут существовать как в циклической (фуранозной или пиранозной), так и в открытой форме.
Простейшим представителем кетоз является дигидроксиацетон. Наиболее распространенной кетозой в природе является фруктоза.

## Качественная реакция
Проба Селиванова является наиболее общей качественной реакцией на кетозы.

## Список кетоз
- Триозы: дигидроксиацетон
- Тетрозы: эритрулоза
- Пентозы: рибулоза, ксилулоза
- Гексозы: фруктоза, псикоза, сорбоза, тагатоза